# Hobson Lake
Hobson Lake är en sjö i Kanada.   Den ligger i provinsen British Columbia, i den centrala delen av landet, 3 300 km väster om huvudstaden Ottawa. Hobson Lake ligger 854 meter över havet. Arean är 34 kvadratkilometer. Den sträcker sig 25,3 kilometer i nord-sydlig riktning, och 14,0 kilometer i öst-västlig riktning.
I omgivningarna runt Hobson Lake växer i huvudsak barrskog. Trakten runt Hobson Lake är nära nog obefolkad, med mindre än två invånare per kvadratkilometer.